# 宁强路
宁强路是位于中華人民共和國上海市普陀區石泉路街道一條東西走向沥青混凝土道路。它西起旬阳路，东至汉阴路，全长324米，宽15.5米，车行道宽10.5米。
宁强路當地原本是一條名為「赵浦」的河流的支流，1970年代建造石泉新村时河流被填没。1982年修築宁强路，路名來自陕西省宁强县。